# セントラル・パーク (カウデンビース)
セントラル・パーク（Central Park）は、スコットランドファイフのカウデンビース(en)にあるスタジアム。カウデンビースFC(en)のホームスタジアムとなっている。

## 入場者数

### 平均入場者数
- 2007-2008: 502 (ディヴィジョン2)
- 2006-2007: 683 (ディヴィジョン2)
- 2005-2006: 471 (ディヴィジョン3)
- 2004-2005: 262 (ディヴィジョン3)

### 最多入場者数
- 25,586 (リーグカップ 準々決勝) カウデンビース v レンジャーズ, 1949.9.21